# Callosa d'en Sarrià

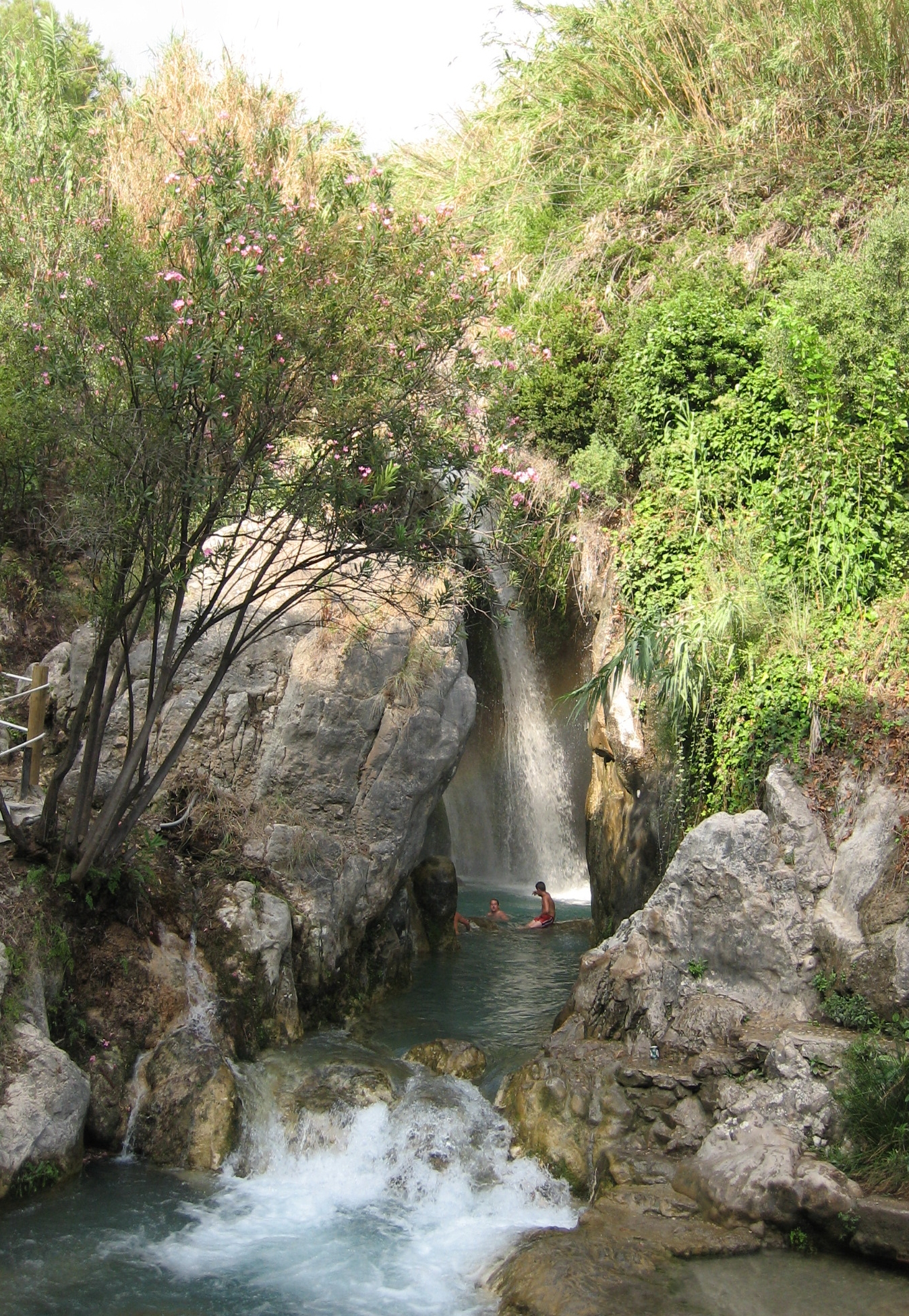
Waterfall in the Algar Waterfalls

Callosa d'en Sarrià (in valenciano Callosa de Ensarriá) è un comune spagnolo situato nella comunità autonoma Valenciana.

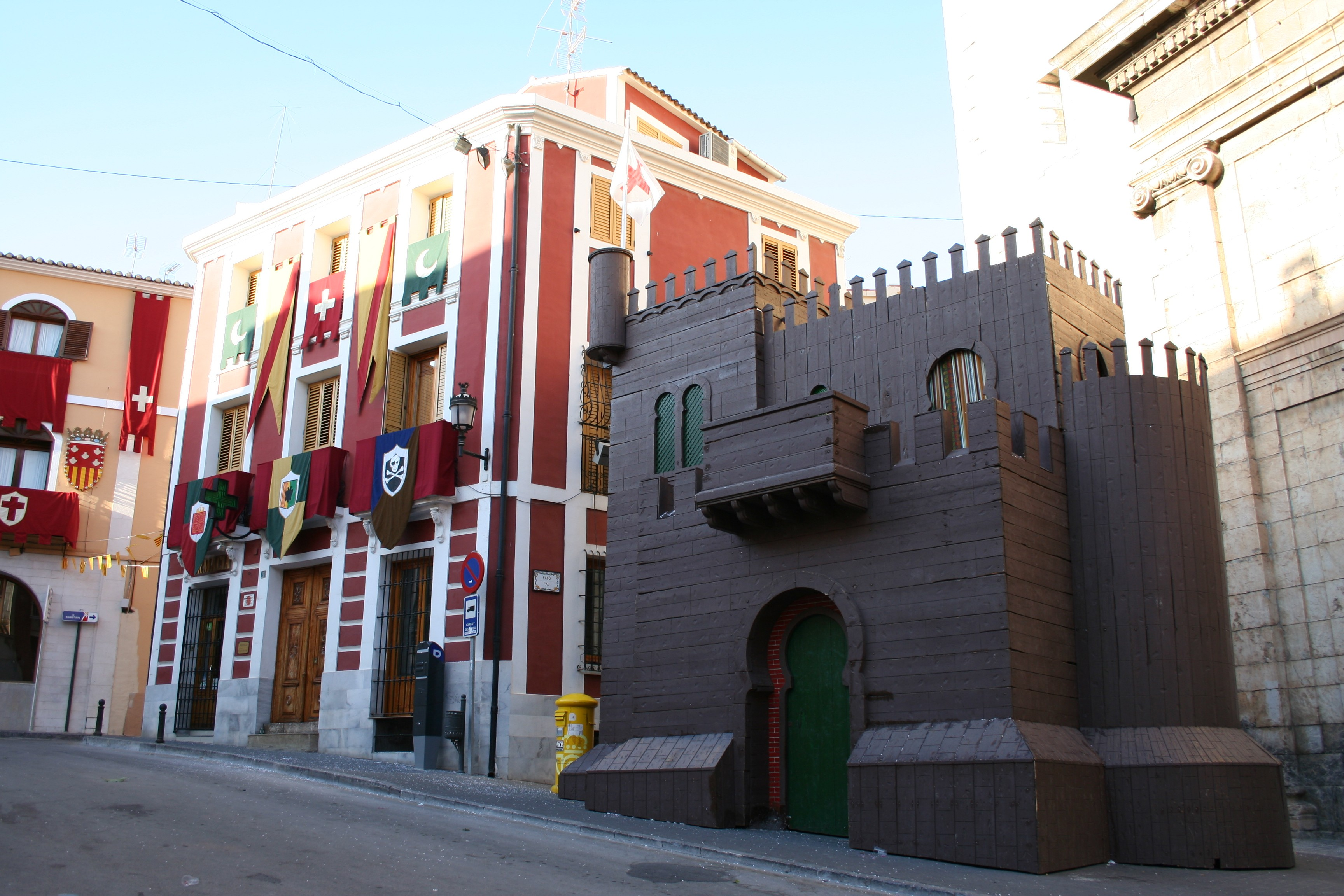
Plaza de España

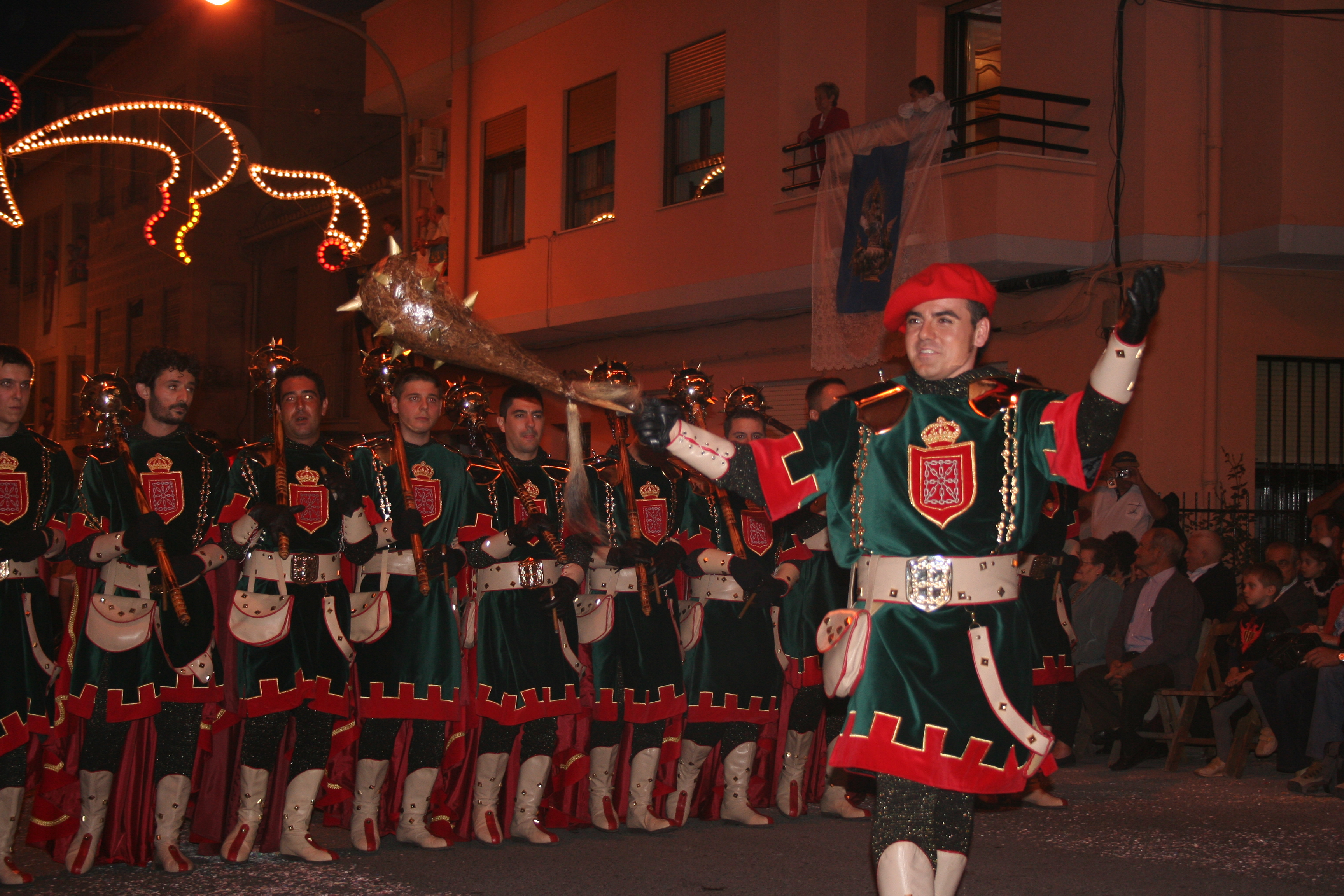
Moors and Christians of Callosa d'en Sarrià